# Beaugency (grad)
Beaugency (francosko Château de Beaugency) je srednjeveški grad v mestu Beaugency, departma Loiret, Francija. 
Donžon iz zgodnjega 12. stoletja je sezidan na temeljih rimskih spomenikov iz okolice (kamniti kvadri 1 x 1,3 m). Kvadratni stolp (stranica je 20 m) je visok je 36 m, zid je pri tleh širok 3,8 m, na vrhu pa 1,8 m.  Obdaja ga jarek in z gradom je povezan prek dvižnega mosta, ki vodi do edinega vhoda. Utrdbo je 1291 kupil Filip Pošteni. Karel V. ga je dal svojemu sinu Ludviku Orleanskemu. Med stoletno vojno so ga Angleži petkrat oblegali, preden so ga osvojili. 1429 ga je devica Orleanska zavzela nazaj. Karel Orleanski je grad predal svojemu polbratu Dunoisu, ki je okoli donžona pozidal nov, udobnejši grad, ki stoji še danes. 